# Energetický a průmyslový holding
Energetický a průmyslový holding (EPH) is een in 2009 opgerichte onderneming uit Tsjechië. Het hoofdkantoor van dit energiebedrijf staat in Brno.
De holding is (via dochterbedrijf EP Power Europe) eigenaar van MIBRAG in de Duitse bruinkoolindustrie, en voor 50% van LEAG. Vattenfall verkocht zijn bruinkoolcentrales aan dit bedrijf in april 2016.
Dit bedrijf is actief in Tsjechië, Slowakije, Duitsland, Italië,  Groot-Brittannië, Polen en Hongarije. 
Per januari 2023 werd EPH de volledige eigenaar van de Sloecentrale in Vlissingen en Rijnmond Energie. Hiertoe werd de Nederlandse dochteronderneming EPNL opgericht. Onder de EPNL-paraplu valt ook PZEM en de gasleiding naar de Sloecentrale.
Op 23 mei 2023 werd bekendgemaakt dat EPH, middels EPNL, de Maasstroom Energie centrale had overgenomen, die naast Rijnmond energie ligt, en tevens 50% in Enecogen heeft overgenomen.
Op 19 februari 2024 werd bekendgemaakt dat de Rijnmond Energie verderging als EPNL Rijnmond 1 en Maasstroom Energie verder gaat als EPNL Rijnmond 2.